# Посёлок 2-го отделения совхоза «2-я Пятилетка»
2-го отделения совхоза «2-я Пятилетка» — посёлок в Лискинском районе Воронежской области.
Входит в состав Краснознаменского сельского поселения.

## География
Расстояние до центра сельского поселения — 2 км.

## Население
| 2010 |
| ---- |
| 65   |

Численность населения на 1 января 2011 года — 73 человека.